# Harriet Arbuthnot

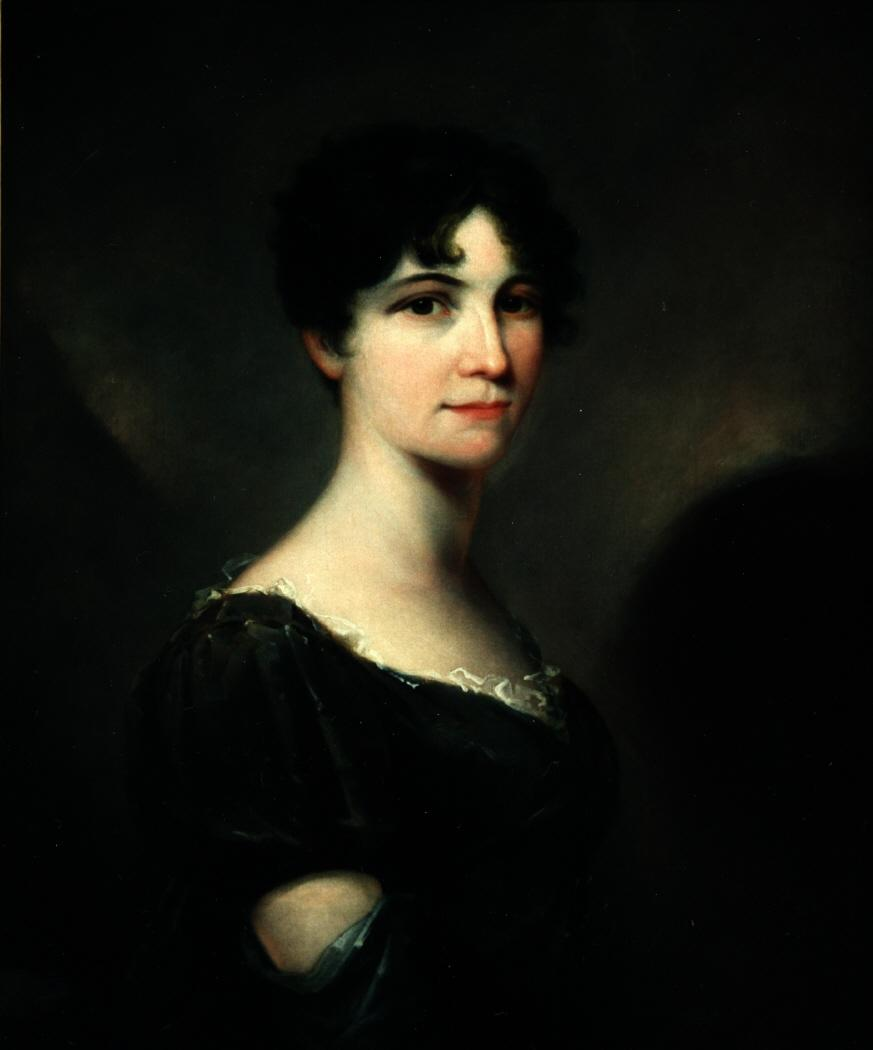
Harriet Arbuthnot, Gemälde von John Hoppner

Harriet Arbuthnot (* 10. September 1793 in Fulbeck, Lincolnshire; † 2. August 1834 in Woodford, Northamptonshire) war eine englische Tagebuchschreiberin und eine der Partei der Torys nahestehende Gastgeberin. Während der 1820er Jahre war sie die engste Freundin des Helden von Waterloo und britischen Premierministers, des 1. Duke of Wellington. Sie unterhielt eine lange Korrespondenz und Verbindung mit dem Duke, die sie in ihren Tagebüchern festhielt, die daher häufig in allen maßgeblichen Biographien über den Duke of Wellington genutzt werden.
Geboren am Rande der britischen Aristokratie und verheiratet mit einem Politiker und Mitglied des Establishments war sie perfekt positioniert, um allen Schlüsselfiguren der Regency und späten napoleonischen Ära zu begegnen. Indem sie die Treffen und Unterhaltungen häufig wörtlich festhielt, ist sie heute zu „Mrs. Arbuthnot“ geworden, die in vielen Biographien und Geschichtsbüchern dieser Ära zitiert wird. Ihre Beobachtungen und Lebenserinnerungen im britischen Establishment sind nicht auf Personen beschränkt, sondern sie dokumentieren mit der gleichen Aufmerksamkeit für Details auch große Ereignisse und das tägliche Leben, so dass sie Historikern ein klares Bild von den beschriebenen Ereignissen geben. Ihre Tagebücher selbst wurden schließlich in den 1950er Jahren als The Journal of Mrs Arbuthnot (dt. Das Tagebuch der Mrs. Arbuthnot) veröffentlicht.

## Kindheit und Jugend

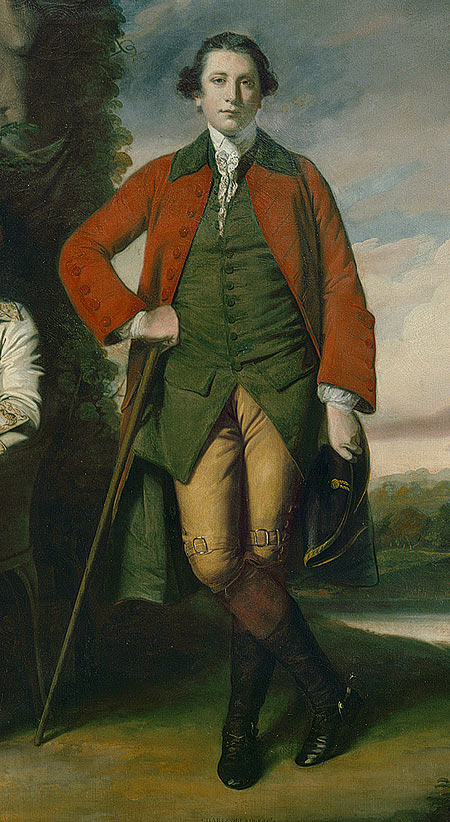
Hon. Henry Fane, Mitglied des Parlamentes (1739–1802), Harriet Arbuthnots Vater.

Harriet Arbuthnot war eine geborene Fane, die Tochter von Hon. Henry Fane, zweiter Sohn von Thomas Fane, 8. Earl of Westmorland. Als junger Mann wurde Henry Fane als jemand beschrieben, „der sehr faul und leichtsinnig ist und viel Zeit auf dem Land verbringt“. Er fand jedoch Zeit, um für Lyme Mitglied des Parlaments zu werden, und im Jahre 1772 wurde er zum Keeper of the King's Private Roads (dt. Bewahrer der privaten Straßen des Königs) ernannt. Im Jahr 1778 heiratete er Arbuthnots Mutter Anne Batson, eine Erbin und die Tochter von Edward Buckley Batson. Das Paar hatte 14 Kinder: neun Söhne und fünf Töchter.
Die junge Harriet verbrachte einen Großteil ihrer Kindheit im Familienhaus Fulbeck Hall in Lincolnshire, hoch gelegen auf den Kalksteinfelsen oberhalb von Grantham. Das Haus, das Henry Fane von seinem Vater übergeben worden war, war in der Zeit von Arbuthnots Kindheit eine nicht übermäßig große, moderne Villa. Es wurde nach einem Brand im Jahr 1733 wieder aufgebaut sowie 1784 von Henry Fane erweitert und modernisiert. In Fulbeck genossen Harriet und ihre 13 Geschwister eine ungezwungene und halbwegs wohlhabende, ländliche Kindheit.
Harriet Fanes Vater starb, als sie neun Jahre alt war, aber das Familienvermögen verbesserte sich im Jahr 1810 beträchtlich, als ihre Mutter das Avon Tyrrell Anwesen in Hampshire und das Upwood-Anwesen in Dorset erbte. Dies erbrachte der Witwe Fane ein Einkommen von £6.000 pro Jahr (£450,000 pro Jahr nach Stand von 2025) – ein großes Einkommen nach den heutigen Maßstäben. Mit 14 Kindern und einer Stellung, die es in der Gesellschaft aufrechtzuerhalten galt, wurde das Geld jedoch voll und ganz aufgebraucht.

## Ehe
Harriet Fane heiratete am 31. Januar 1814 in Fulbeck den Unterhausabgeordneten Charles Arbuthnot. Geboren 1767, war ihr Mann 26 Jahre älter als sie, ein Altersunterschied, der zunächst ihre Familie veranlasste, die Heirat abzulehnen.  Ein anderes Haupthindernis bei der endgültigen Vereinbarung der Ehe war finanzieller Art. Ihre verwitwete Mutter delegierte die Vorkehrungen für die Hochzeit ihrer 20-jährigen Tochter an ihren älteren Sohn Vere, einen 46-jährigen Witwer, der als qualifiziert in diesen Dingen galt, da er bei der Child’s Bank arbeitete. Es scheint, dass Vere Fane und seine Mutter sich zunächst nicht auf einen ausreichenden Geldbetrag für seine Schwester einigen konnten, um ihren zukünftigen Ehemann zufriedenzustellen, so dass der potenzielle Bräutigam an seine Verlobte schrieb: „Wie können Sie und ich von £1.000 oder £1.200 leben und Fane [ihre Mutter] findet es so unmöglich, von £6000 zu leben, dass sie Ihnen überhaupt keine Hilfe bieten kann?“
Charles Arbuthnot war ein Witwer mit vier Kindern. Sein Sohn Charles war nur neun Jahre jünger als seine neue Frau. Seine erste Frau Marcia, eine Hofdame der allgemein bekannten Princess of Wales, war im Jahre 1806 gestorben. Wie die beiden anderen Männer, die von seiner zweiten Frau so bewundert wurden, Viscount Castlereagh und Wellington, war Charles Arbuthnot Mitglied der anglo-irischen Aristokratie. Er war bereits seit 1795 Mitglied des Parlaments gewesen, als er das Mitglied für East Looe wurde. Zur Zeit seiner Ehe mit Fane war er Mitglied für St. Germans. Er hatte kurz seine politische Karriere unterbrochen, um zwischen 1804 und 1807 Sonderbotschafter im Osmanischen Reich zu werden. Die Ehe mit einer solchen Säule des Establishments, wie es Charles Arbuthnot war, öffnete der jungen Ehefrau alle Türen, die als eines von 14 Kindern eines jüngeren Sohnes einer aristokratischen Familie ohne großes Vermögen sonst am Rande der höchsten Gesellschaft geblieben wäre. Aber wie die Diskussion und der Streit über ihre Mitgift zeigen, war das Geld knapp.
Im Laufe ihrer Ehe schloss Mrs. Arbuthnot, die ehemalige Harriet Fane, enge Freundschaften mit mächtigen älteren Männern. Sie beschrieb Castlereagh bis zu seinem Tod im Jahre 1822 als ihren „liebsten und besten Freund“. Dann übertrug sie ihre Zuneigung auf den anderen großen anglo-irischen Standesgenossen des 19. Jahrhunderts, den Duke of Wellington. Alle gesellschaftlichen Kommentatoren der Zeit stimmen jedoch darin überein, dass ihre Ehe glücklich war. Tatsächlich war ihr Mann ein genauso enger Freund Wellingtons wie es seine Frau war. Verheiratet mit einem Politiker war sie fasziniert von der Politik und genoss den Erfolg als politische Gastgeberin, wobei sie ihre Energie einsetzte, um die Sache der Torys zu unterstützen. Aber während sie der dominante Partner war, sicherte ihr ihr konservatives Aussehen die fortwährende Gunst ihrer älteren Tory-Bewunderer. Während der ersten Zeit ihrer Ehe war ihr Mann als Staatssekretär im Dienst des Schatzamtes tätig. Später, im Jahr 1823, wurde ihm das Amt für Wälder und Forsten übertragen, eine Stellung, die ihm die Verantwortung über die königlichen Parks und Gärten gab. Der folgende Zugang zur königlichen Familie erlaubte nicht nur, dass sein Ansehen zunahm, sondern auch das seiner Frau.
Wenn sie sich in ihren Tagebüchern zu anderen Frauen äußerte, die ihre Zuneigung mit mächtigen Männern dieser Zeit teilten, bewies Arbuthnot scharfen, ironischen Witz. Über Wellingtons einmalige Mätresse, Prinzessin Dorothea von Lieven, die Frau des russischen Botschafters des Zaren in London von 1812 bis 1834, schrieb sie: „Es ist merkwürdig, dass die Lieben und Intrigen einer Femme galante solchen Einfluss auf die Angelegenheiten Europas haben sollten.“ Arbuthnot erkannte offensichtlich nicht, dass sie selbst von manchem der Londoner Gesellschaft in einer ähnlichen Situation als Femme galante angesehen wurde.
Ihre politischen Beobachtungen sind deutlich von ihrem eigenen Tory-Standpunkt aus geschrieben. Dennoch ist ihre detaillierte Beschreibung der Rivalität um die Macht zwischen den Torys und den Liberalen, die zwischen 1822 und 1830 stattfand, einer der verlässlichsten Berichte über diesen Kampf.

## Beziehung zu Wellington
Es ist wahrscheinlich, dass Arbuthnot während des Jahres 1814 in den nach Napoleons Verbannung nach Elba wiedereröffneten Pariser Salons zum ersten Mal Wellingtons Aufmerksamkeit erregte. Wellington war zum britischen Botschafter am Hof der Tuilerien ernannt worden, und die Stadt war überfüllt mit englischen Besuchern, die nach den napoleonischen Kriegen begierig darauf waren, den Kontinent zu bereisen und Kontakte zu knüpfen.
Unter denen, die Vergnügungsrunden in dem lebendigen Umfeld machten, waren die frischvermählten Arbuthnots. Charles Arbuthnot war Wellington bekannt, da er ein energischer Unterstützer von Wellingtons jüngerem Bruder Henry während dessen Scheidung war. Es ist möglich, dass Wellington Mrs. Arbuthnot – sie war eine Tante zweiten Grades des von ihm favorisierten John Fane, Lord Burghersh – kennengelernt oder zumindest von ihr gehört hatte. Aber erst nach Castlereaghs Tod im Jahre 1822 blühte die Wellington-Arbuthnot-Freundschaft auf. Es ist unwahrscheinlich, dass sich irgendeine engere Freundschaft vor dieser Zeit entwickelte. Wellington ließ sich im Hotel de Charost nieder (erst kurz zuvor von Napoleons Schwester Prinzessin Pauline Borghese geräumt) und hatte – gefeiert durch das gesamte Paris der Restauration  – bereits in Giuseppina Grassini eine enge Gefährtin für sich gefunden. Diese Frau, die aufgrund ihrer engen Freundschaft mit Napoleon als „La Chanteuse de l’Empereur“ (dt. Die Sängerin des Kaisers) bekannt war, schockierte sowohl die englische als auch die französische Gesellschaft, als sie an Wellingtons Seite erschien, insbesondere nach der Ankunft der Duchess of Wellington in Paris.
Die Geschichte einer Ménage à trois zwischen Mrs. Arbuthnot, ihrem Ehemann Charles und Wellington, über die allgemein spekuliert wurde, ist von einigen Biographen zurückgewiesen worden. Es wurde jedoch gesagt, dass der unglücklich verheiratete Duke seine Beziehung zu Mrs. Arbuthnot genoss, weil er in ihrer Gesellschaft „den Trost und die Zufriedenheit fand, die seine Frau ihm nicht geben konnte“. Arbuthnot war sicherlich in allen Angelegenheiten, besonders in denen seiner Ehe, die Vertraute des Dukes. Er vertraute ihr an, dass er seine Frau nur geheiratet hatte, weil „sie mich baten, es zu tun“, und dass er „nicht die geringste Liebe für sie verspürte“. In der Tat hatte Wellington seine Frau vor ihrem Hochzeitstag zehn Jahre lang nicht gesehen. Nach der Hochzeit fanden die Braut und der Bräutigam, dass sie wenig bis gar nichts gemeinsam hatten. Trotz der Geburt zweier Söhne lebten sie bis zum Tod der Duchess von Wellington im Jahr 1831 zumeist getrennt.
Als Folge seiner unbefriedigenden Ehe nahm Wellington Beziehungen zu anderen Frauen auf, aber „er reservierte seine tiefste Zuneigung“ für Arbuthnot. Ihr Ehemann arbeitete zu dieser Zeit im Schatzamt und Arbuthnot wurde während Wellingtons erster Amtszeit als Premierminister zwischen Januar 1828 und November 1830 in der Tat das, was man heute seine persönliche Sekretärin nennen würde. Es wurde angedeutet, dass der Duke of Wellington ihr „fast uneingeschränkten Zugang zu den Geheimnissen des Kabinetts“ ermöglichte. Was jedoch auch immer ihr Wissen und Zugang war, scheint es, dass sie nicht in der Lage war, den Duke zu beeinflussen, aber selbst seine Weigerung, ihren Ehemann im Januar 1828 in das Kabinett zu bringen, konnte die Intimität des Trios nicht erschüttern.
Wellington machte keine Versuche, seine Freundschaft mit Arbuthnot zu verbergen. Dass die Herzogin von Kent Wellington 1828 erlaubte, Arbuthnot ihrer kleinen Tochter, der künftigen Königin Victoria, vorzustellen, kann als Hinweis dafür genommen werden, dass ihre Beziehung platonisch und in den höchsten Gesellschaftskreisen als solche akzeptiert war. Arbuthnot stellte fest, dass die junge Prinzessin „das bezauberndste Kind ist, das ich jemals sah“ und dass „die Herzogin von Kent ein sehr vernünftiger Mensch ist, der sie (Victoria) erstaunlich gut erzieht“. Arbuthnots Eindrücke von der Herzogin waren weniger offen und wurden von Wellington oder anderen Persönlichkeiten des Establishments nicht geteilt. Wäre jedoch Arbuthnots eigener Charakter nicht als ehrenwert beurteilt worden, hätte man keine Audienz bei der kleinen Prinzessin erlaubt.
Viele Hinweise in Arbuthnots Tagebuch sind jedoch weniger respektvoll als jene, die sich auf die Herzogin von Kent beziehen. Wellington und Arbuthnot reisten oft zusammen und ein gemeinsamer Besuch des Blenheim Palace im Jahr 1824 provozierte einen scharfzüngigen Eintrag in ihrem Tagebuch, der Wellingtons Bekannten, den 5. Duke of Marlborough, betraf, über den sie schrieb: „Mit der Familie des großen Generals geht es traurigerweise bergab und sie sind eine Schande für den berühmten Namen Churchill, den sie sich entschlossen haben, weiter zu tragen. Der jetzige Duke ist mit Schulden überlastet und nur wenig besser als ein gemeiner Schwindler“.
Als Wellington und die Torys im November 1830 die Macht verloren, verlor Arbuthnot das Interesse an ihrem Tagebuch. Sie schrieb: „Ich werde nun sehr selten schreiben. Ich wage in meinem Buch zu sagen, dass mich außer dem Duke keiner der Männer in der Öffentlichkeit interessiert.“ Ihre Interpretation des Zusammenbruchs der Tory-Partei ist die umfassendste Schilderung einer Anhängerin, genau bis hin zu den Ereignissen außerhalb des inneren Kreises der Torys, aber in einem gröberen Maßstab und nicht so entschieden politisch geschrieben, wie die von Henry Hobhouse.

## Vermächtnis
Im Sommer 1834 verstarb Arbouthnot plötzlich an Cholera in einem Gutshaus nahe Woodford House, dem Landsitz der Arbuthnots in der Nähe von Kettering in Northamptonshire. Unmittelbar nach ihrem Tod wurde eine Eilnachricht nach Apsley House gesandt. Der Bote musste jedoch nach Hatfield House umgeleitet werden, wo Wellington mit dem Marquess of Salisbury und dessen Gattin zu Abend aß. Nach ihrem Tod wurde bekannt, dass sie seit Januar 1823 eine Pension der Zivilliste von £936 pro Jahr (was £90,000 im Jahr 2025 entspricht) bezog.
Die genaue Art der Beziehung von Arbuthnot zu Wellington war schon immer ein Thema für Vermutungen. Die Spekulationen wurden angeheizt, als Wellington unmittelbar nach ihrem Tod durch weibliche Verehrerinnen verfolgt wurde. Eine davon war eine Miss Jenkins, die ihn ab dem Zeitpunkt des Todes von Arbuthnot mit „Leib und Seele“ verfolgte. Eine andere, die aus seiner Vergangenheit wieder auftauchte, war Arbuthnots Cousine, die exzentrische Lady Georgiana Fane, die Wellington ständig mit der Drohung belästigte, intime Briefe, die er ihr einst gesendet hatte, zu veröffentlichen und ihn dafür zu verklagen, dass er angeblich das Versprechen, sie zu heiraten, gebrochen hatte. Es scheint am wahrscheinlichsten, dass neben der Unterstützung Wellingtons bei seinem gesellschaftlichen Leben Harriets Anwesenheit an seiner Seite ihn vor den Annäherungsversuchen anderer Frauen geschützt hatte. Der Duke hielt sich sicher Mätressen während der Zeit, in der er Arbuthnot kannte, aber es ist nie bewiesen worden, dass Harriet eine von ihnen war. Bei der Besichtigung von Apsley House, des Londoner Wohnsitzes des Dukes, wird behauptet, dass sie lediglich als seine Gastgeberin bei politischen Abendessen diente.
Nach ihrem Tod verließ Charles Woodford House und lebte bei seinem engen Freund Wellington. Charles starb 1850 im Alter von 83 Jahren im Apsley House. Während ihrer gemeinsamen Zeit betrauerten die beiden älteren Männer den Verlust von Arbuthnot und beklagten die sich entwickelnde Spaltung innerhalb der Tory-Partei. Wellington lebte noch zwei Jahre und wurde mit gebührendem Prunk und Pomp in der St Paul’s Cathedral beigesetzt. Harriet Arbuthnot wurde im Grab der Familie Fane in der St. Nicholas' Church in Fulbeck beigesetzt.